# Преј (Монтана)
Преј (енгл. Pray) насељено је место без административног статуса у америчкој савезној држави Монтана.

## Демографија
По попису из 2010. године број становника је 681.
| Група             | 2000.    | 2010.       |
| Белци             | 0 (0,0%) | 655 (96,2%) |
| Афроамериканци    | 0 (0,0%) | 1 (0,1%)    |
| Азијати           | 0 (0,0%) | 3 (0,4%)    |
| Хиспаноамериканци | 0 (0,0%) | 4 (0,6%)    |
| Укупно            | 0        | 681         |